# Ján Kolárik
Ján Kolárik (* 26. srpna 1952) je bývalý slovenský fotbalista, obránce.

## Fotbalová kariéra
V československé lize hrál za Spartak Trnava. Nastoupil v 11 ligových utkáních. Gól v lize nedal. Do Trnavy přišel z ZVL Považská Bystrica.

## Ligová bilance
| Ročník                                   | Zápasy | Góly | Minuty | Klub                  |
| ---------------------------------------- | ------ | ---- | ------ | --------------------- |
| 2. československá fotbalová liga 1974/75 | -      | -    | -      | ZVL Považská Bystrica |
| 1. československá fotbalová liga 1978/79 | 9      | 0    | 734    | Spartak Trnava        |
| 1. československá fotbalová liga 1979/80 | 2      | 0    | 107    | Spartak Trnava        |
| CELKEM 1. liga                           | 11     | 0    | 841    |                       |